# 弋陽郡
弋陽郡（よくよう-ぐん）は、中国にかつて存在した郡。三国時代から唐代にかけて、現在の河南省南部に設置された。

## 豫州弋陽郡
220年（黄初元年）、三国の魏により汝南郡と江夏郡を分割して弋陽郡が立てられた。弋陽郡は豫州に属した。
晋のとき、弋陽郡は西陽・軑・蘄春・邾・西陵・期思・弋陽の7県を管轄した。
南朝宋のとき、弋陽郡は南豫州に属し、期思・弋陽・安豊・楽安・茹由の5県を管轄した。
南朝斉のとき、弋陽郡は豫州に属し、期思・南新息・弋陽・上蔡・平輿の5県を管轄した。495年（永明13年）、北魏がこの地を奪った。
527年（孝昌3年）、南朝梁がこの地を奪った。
549年（武定7年）、東魏がこの地を奪った。弋陽郡は東豫州に属し、弋陽県1県を管轄した。

## 光州弋陽郡
南朝梁のとき、光州が立てられた。弋陽郡は光州に属した。のちに東魏に奪われた。この弋陽郡は北弋陽・南弋陽の2県を管轄した。
583年（開皇3年）、隋が郡制を廃すると、弋陽郡は廃止されて、光州に編入された。607年（大業3年）に州が廃止されて郡が置かれると、光州は弋陽郡と改称された。弋陽郡は光山・楽安・定城・殷城・固始・期思の6県を管轄した。
620年（武徳3年）、唐により弋陽郡は光州と改められた。742年（天宝元年）、光州は弋陽郡と改称された。758年（乾元元年）、弋陽郡は光州と改称され、弋陽郡の呼称は姿を消した。

## 南定州弋陽郡
南朝梁により定州（東魏の南定州）に弋陽郡が僑置され、汝南・期思の2県を管轄した。

## 潁州弋陽郡
南朝梁により潁州に弋陽郡が僑置された。